# トラブル中毒
『トラブル中毒』（トラブルちゅうどく）は、1983年4月21日にリリースされたARB6枚目のスタジオ・アルバム。

## 解説
ギターの田中一郎はアルバムツアー中に脱退、ベースのサンジ（野中良浩）は諸事情で解雇となったため、二人が参加した最後のオリジナル・アルバムとなった。

## 収録曲
全作詞：石橋凌　作曲：田中一郎（特記以外）　全編曲：ARB
1. Do it! Boy
作曲：石橋凌
2. Give Me A Chance
9枚目のシングルのB面
3. ボート・ピープル
4. Black is No.1
5. ピエロ
6. War Is Over!
7. モンロー日記
作曲：石橋凌
8. ギターを持った少年
9. トラブルド・キッズ
9枚目のシングル
10. ファクトリー